# 고자질하는 심장

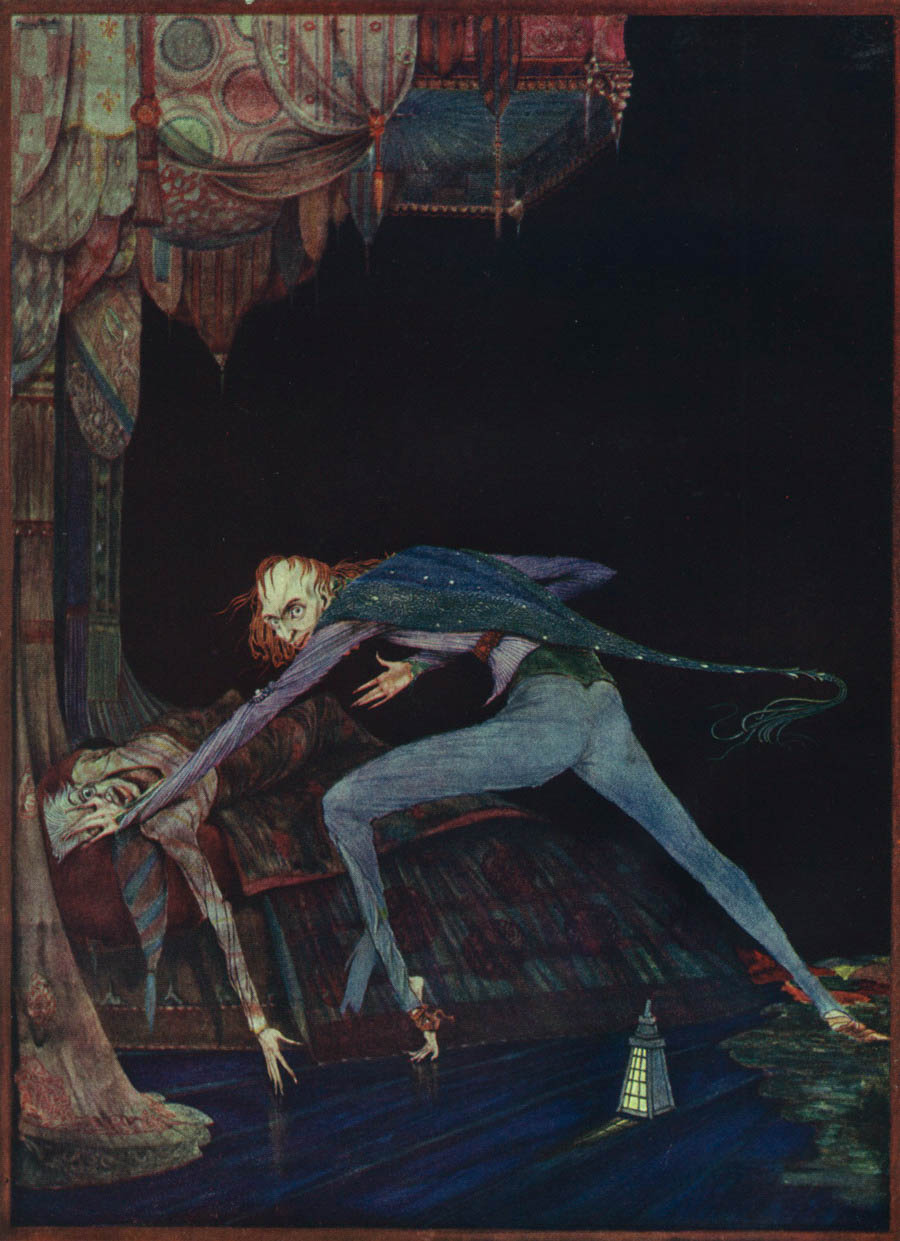

《고자질하는 심장》(The Tell-Tale Heart)은 미국의 소설가 에드거 앨런 포가 1843년 쓴 소설이다.

## 줄거리
나로 설정된 인물이 평소 자신의 심기를 거슬리게 만들었던 노인을 일주일 동안의 사전준비 후 8일째 되는 날에 해치게 된다.
'나'는 시체를 토막 내고 방바닥에 숨긴다. 노인이 죽을 때 낸 외마디의 비명소리를 들은 이웃이 경찰에 신고를 하게 되고, 3명의 경찰이 주인공의 집에 들어오게 된다.
증거도 없고, 전혀 동요하는 마음도 가지지 않았던 주인공은 노인의 방을 보여주며 그들에게 의자까지 가져다 주는 매너를 보인다. 경찰들도 더 이상 주인공을 의심하지 않게 되고 가벼운 담소를 나누기까지 한다. 하지만 원인 모를 불안감과 불쾌함이 주인공을 불편하게 만들고 노인의 심장소리가 뚜렷하게 들려오는 듯이 감정이 점점 격해져서 경찰에게 모든 범행을 자백하면서 소설은 끝나게 된다.

## 해석
1. 화자는 자신이 미친 사람이 아니라고 말하며 자신의 살인 이야기를 들려주지만 독자는 화자가 미쳤다고 느낄 수밖에 없게 되어 있다. 즉, 독자는 미쳤다고 생각되는 화자의 시점으로만 사건을 볼 수밖에 없으므로 정확한 사건으로는 다가갈 수 없다. 현실과 화자의 이야기 사이의 갭에서 긴장감과 독자의 흥미가 유발된다. 정상인인 저자(에드거 엘런 포), 미친것 같은 화자, 정상인인 독자 사이의 틈, 진정한 사건으로 악몽처럼 다가갈 수 없는 점은 이 단편의 매력이다.
2. 어느 평론가는 살인자와 살인 당한 노인의 관계를 아들과 아버지의 관계로 보고 있다.(작품 안에는 그 둘의 관계에 대해서 아무런 언급이 없다.) 즉, 에드거 엘런 포의 초자아에서 발현된 오이디푸스적인 이야기로 해석하기도 한다. 다른 평론가는 노인의 눈(eye)가 직접적인 살인의 계기가 되므로 eye=I 로 해석한다. 그 노인은 살인자의 또 다른 자아로 현실적인 살인보다도 자기 자신의 또 다른 한 부분에대한 살인으로 해석하기도 한다.